# 歷代帝王廟 (順化市)
歷代帝王廟（越南语：／），俗稱歷代廟（／），是越南阮朝皇家祭祀中國上古帝王和越南歷代君主的場所。建築群現已不存，廟址位於承天順化省順化市坊德坊歷代街。

## 歷史
阮朝歷代帝王廟籌設於明命二年（1821年）十一月。明命四年（1823年）正月，正式建設歷代帝王廟。同年三月，正式確立入祀人物和相關祭祀儀制。正堂中室奉祀中國上古帝王9位，左右四室奉祀越南歷代君主16位；左右無從祀中國上古賢臣14位、越南歷代賢臣16位。每年陰曆二、八月，皇帝派遣皇子致祭。
明命十一年（1830年），以士王士燮只是東漢牧守，並未自稱帝王，從左一室撤祀，改在文廟從祀孔子，同時從右二室撤祀黎英宗。
明命十六年（1835年），明命帝下令修建武廟，以太公望為武廟正祀，因而將他從東廡從祀中撤祀。
自明命年間建成後，阮朝歷代多有修繕。至法屬後期，由於經費拮据，歷代帝王廟不再得到及時維修。越南戰爭期間，由於缺乏必要的維護，歷代帝王廟毀於戰火和周邊居民的侵佔。

## 入祀人物
歷代帝王廟正堂分為五室，左、右廡各五間。正堂中一室奉祀中國上古帝王：正中太昊伏羲氏、左一炎帝神農氏、右一黃帝轩辕氏、左二帝堯、右二帝舜、左三夏禹王、右三商湯王、左四周文王、右四周武王；左一室奉祀涇陽王、貉龍君、雄王、丁先皇；右一室奉祀黎大行黎桓、李太祖李公蘊、李聖宗李日尊、李仁宗李乾德；左二室奉祀陳太宗陳煚、陳仁宗陳昑、陳英宗陳烇；右二室奉祀黎太祖黎利、黎聖宗黎思誠、黎莊宗黎寧；東廡從祀風后、皋陶、龍、伯益、傅說、召穆公虎、阮匐、黎奉曉、蘇憲誠、陳日燏、張漢超、阮熾、黎念、黃廷愛；西廡從祀力牧、后夔、伯夷、伊尹、周公旦、召公奭、方叔、洪獻、李常傑、陳國峻、范五老、丁列、黎魁、鄭惟悛、馮克寬。